# Claude Durival
Pour les articles homonymes, voir Durival.
 (mai 2019).
Si vous disposez d'ouvrages ou d'articles de référence ou si vous connaissez des sites web de qualité traitant du thème abordé ici, merci de compléter l'article en donnant les références utiles à sa vérifiabilité et en les liant à la section « Notes et références ».
Claude Durival, né à Saint-Aubin en 1728 et mort à Heillecourt le 2 mars 1805, est un économiste et agronome lorrain puis français, auteur d'ouvrages sur l'agronomie en Lorraine.

## Biographie
Il est le frère de Nicolas Luton Durival, historien et de Jean-Baptiste Durival, diplomate et stratège. 
Il exerce les fonctions de secrétaire-greffier du roi de Pologne puis d'économe séquestre des bénéfices de Lorraine et du Barrois.
Il mène une réflexion sur l'impôt et s'inscrit dans la lignée des physiocrates.
Dans son ouvrage Équation des tributs, publié en 1764, il analyse le contenu de la déclaration royale du 21 novembre 1763, dont les dispositions lui paraissent annoncer une « heureuse révolution ».
Il devient ensuite premier secrétaire du Ministère des Affaires étrangères, ministre du roi Louis XV en Hollande en 1777.

## Publications
- Mémoire et tarifs sur les grains, 1757.
- Équation des tributs, 1768.
- De la vigne : mémoire couronné par l'Académie Royale des Sciences et des Arts de Metz, dans sa Séance publique du jour de Saint Louis, 25 août 1776. Nancy, Lamort, 1777, contient 3 planches gravées par Yves-Dominique Collin lire en ligne sur Gallica. Il répond dans ce mémoire à la question académique Quelle est la méthode de culture la plus convenable à la vigne, relativement au climat, à la température, au sol du pays messin ?.
- Mémoires sur les salines de Lorraine, Trois-Evêchés et Franche-Comté, [s.l., n.d].